# Mokré
Mokré (en allemand : Mokrey) est une commune du district de Rychnov nad Kněžnou, dans la région de Hradec Králové, en République tchèque. Sa population s'élevait à 170 habitants en 2022.

## Géographie
Mokré se trouve à 8 km au sud-ouest de Dobruška, à 19 km au nord-ouest de Rychnov nad Kněžnou, à 19 km à l'est-nord-est de Hradec Králové et à 118 km à l'est-nord-est de Prague.
La commune est limitée par České Meziříčí à l'ouest et au nord, par Opočno à l'est, et par Přepychy et Očelice au sud.

## Histoire
La première mention écrite de la localité date de 1390 .

## Transports
Par la route, Mokré se trouve à 4,5 km de Opočno, à 22 km de Rychnov nad Kněžnou, à 23 km de Hradec Králové et à 141 km de Prague.